# Plumarella aleutiana
Plumarella aleutiana is een zachte koraalsoort uit de familie Primnoidae. De koraalsoort komt uit het geslacht Plumarella. Plumarella aleutiana werd in 2011 voor het eerst wetenschappelijk beschreven door Cairns. 